# Friedrich III. (Moers)

Wappen der Grafen von Moers

Friedrich III. von Moers (in der Literatur teils als Friedrich II. gezählt) († 1417 oder 1418) war von 1373 bis zu seinem Tode Graf von Moers. Durch die 1376 vereinbarte Ehe mit Walburga von Saarwerden wurden Beziehungen zur Grafschaft Saarwerden geknüpft und in der Folge kam die Grafschaft Saarwerden 1399 an das Haus Moers.

## Leben
Friedrich war der Sohn des Grafen Dietrich IV. von Moers und dessen Gemahlin Elisabeth von Zuilen, Erbin von Baër. Nach dem Tod seines Vaters im Jahre 1372, der seit 1356 17 Jahre den Grafentitel führte, trat er 1373 die Nachfolge an und herrschte 45 Jahre.
Gleich zu Beginn seiner Amtszeit erlangte er 1373 drei Privilegien von Kaiser Karl IV., das Dorf Creyfeld (Krefeld) zu einem Marktflecken zu machen, dann zwei Jahrmärkte in Krefeld zu halten und ein Münzprägerecht in Friemersheim für den Ritter Johann von Moers. Von dem Münzprivileg wurde jedoch erst 1405 Gebrauch gemacht. Mit Graf Adolf von Kleve († 1394) kam es immer wieder zu Streitigkeiten, ob die Grafschaft Moers nicht, wie zuvor schon einmal, ein Lehen von Kleve sei.
Am 10. September 1376 wurde seine Ehe mit Walburga von Saarwerden vereinbart, Tochter von Johann II. von Saarwerden und dessen Gemahlin Klara von Vinstingen. Die Ehe kam auf Betreiben von Walburgas Bruder Friedrich III. von Saarwerden zustande. Dieser wollte als Erzbischof von Köln den Moerser Grafen damit persönlich an sich binden und den Einfluss Adolfs von Kleve, seines Erzfeindes, am Niederrhein reduzieren. Als sein Schwager Heinrich III. von Saarwerden 1397 ohne Nachkommen verstarb, wurde Friedrichs gleichnamiger ältester Sohn von seinem Onkel mütterlicherseits, dem Kölner Erzbischof Friedrich III. von Saarwerden, zur Nachfolge in der Grafschaft Saarwerden ausgewählt, die er 1399 antrat. Die Hälfte der Grafschaft stand dessen Mutter als Erbe zu, der Anspruch auf die andere Hälfte wurde Hildegard, der Schwester seiner Mutter, abgekauft.
Friedrichs Regierung fällt in die Zeit der größten Machtentfaltung der Familie, begünstigt durch das fortwährende Bündnis mit seinem Schwager, dem reichen und einflussreichen Kölner Erzbischof. Nach dessen Tod 1414 konnte Friedrich noch erleben, dass sein eigener Sohn Dietrich zum Erzbischof von Köln gewählt wurde.
Friedrich konstituierte am 12. Mai 1417 durch eine testamentarische Verfügung (väterliche Disposition) einen Familienfideikommiss, um künftigen Streit zwischen seinen Söhnen zu verhüten. Das Erbteil jedes Sohnes wurde festgelegt. Friedrich als Ältester sollte die Grafschaft Moers erhalten und die bisher innegehabte Grafschaft Saarwerden seinem jüngeren Bruder Johann übergeben. Das Land eines ohne männliche Nachkommen verstorbenen Sohnes sollte nach dessen Tod an den nächstälteren Bruder fallen. Keinesfalls sollte die Grafschaft Moers von Kleve „zu Lehn erkannt oder empfangen werden.“ Der zweite Sohn Dietrich war unterdessen als Nachfolger seines Onkels zum Erzbischof von Köln gekürt worden, die beiden jüngsten Söhne wurden geistlich und auf Bischofsstühle verwiesen, die Töchter sollten standesgemäß verheiratet werden. Nach dem Tod Friedrichs III. (zwischen dem 12. Mai 1417 und dem 23. Oktober 1418) übernahm Friedrich IV. gemäß der Verfügung die Grafschaft Moers und übergab dafür die Grafschaft Saarwerden an seinen jüngeren Bruder Johann.

## Nachkommen
Aus der Ehe mit Walburga (auch Walpurgis) von Saarwerden gingen nach 1376 folgende Nachkommen hervor:
Söhne
- Friedrich († 11. Juli 1448), der die Linie Moers als Friedrich IV. (in der Literatur teils als Friedrich III. gezählt) weiterführte
- Johann († 2. Juli 1431), der die Linie Moers-Saarwerden (als Johann I.) begründete
- Dietrich († 14. Februar 1463), Erzbischof von Köln (als Dietrich II.) und Bischof von Paderborn (als Dietrich III.)
- Heinrich († 2. Juni 1450), Bischof von Münster und von Osnabrück, als Heinrich II. von Moers
- Walram († 3. Oktober 1456), Bischof von Utrecht und von Münster, als Walram von Moers

Töchter
- Anna, vor 1400 verheiratet mit Graf Nikolaus II. von Tecklenburg
- Elisabeth, 1403 verheiratet mit Bernhard VI. Herrn zur Lippe
- Walburgis, die jüngste Tochter, 1406 verheiratet mit Johann III. Herrn von Heinsberg